# Uaru
Uaru is een geslacht van straalvinnige vissen uit de familie van de cichliden (Cichlidae).

## Soorten
- Uaru amphiacanthoides Heckel, 1840
- Uaru fernandezyepezi Stawikowski, 1989